# ستيفي كامبل
ستيفي كامبل (بالإنجليزية: Stevie Campbell)‏ (20 نوفمبر 1967 بدندي في المملكة المتحدة - ) هو مدرب كرة قدم ولاعب كرة قدم بريطاني في مركز الدفاع. شارك مع منتخب اسكتلندا تحت 19 سنة لكرة القدم ومنتخب اسكتلندا تحت 21 سنة لكرة القدم. أما مع النوادي، فقد لعب مع نادي بريتشين سيتي ونادي دندي ونادي كوليرين ونادي ليفينغستون لكرة القدم.

## وصلات خارجية
- ستيفي كامبل على موقع قاعدة بيانات كرة القدم.إي يو (الإنجليزية)